# (4808) Ballaero
(4808) Ballaero est un astéroïde de la ceinture principale découvert le 2 janvier 1925 par l'astronome allemand Karl Wilhelm Reinmuth.

## Historique
Le lieu de découverte, par l'astronome allemand Karl Wilhelm Reinmuth, est Heidelberg (024).

## Caractéristiques
Sa distance minimale d'intersection de l'orbite terrestre est de 1,270 600 ua.